# Sven-Olov Wallenstein
Sven-Olov Wallenstein, född 15 juli 1960 i Ludvika, är en svensk filosof.
Wallenstein studerade vid Stockholms universitet och är sedan 2012 professor i filosofi vid Södertörns högskola med forskning inom bland annat estetisk teori, med betoning på bildkonst och arkitektur.
Wallenstein är sedan 2001 chefredaktör för Site Magazine och har skrivit böcker om filosofi, konst, och arkitektur. Han har även översatt Immanuel Kant, Martin Heidegger, Ernst Jünger, Gilles Deleuze, Jacques Derrida, Giorgio Agamben och Theodor Adorno till svenska, och har varit medlem i redaktionerna för tidskrifterna Kris och Material.